# Gomphogynoideae
Gomphogynoideae je potporodica biljaka iz porodice štirovki. Podijeljena je na dva podtribusa sa 14 rodova

## Tribusi i rodovi
1. Tribus Pseudoplantageae Covas
  1. Pseudoplantago Suess. (2 spp.)
2. Tribus Gomphreneae Fenzl
  1. Subtribus Froelichiinae
    1. Guilleminea Kunth (6 spp.)
    2. Tidestromia Standl. (8 spp.)
    3. Froelichia Moench (15 spp.)
    4. Froelichiella R. E. Fr. (1 sp.)
    5. Pfaffia Mart. (33 spp.)
    6. Hebanthodes Pedersen (1 sp.)
    7. Hebanthe Mart. (5 spp.)
    8. Pedersenia Holub (9 spp.)
    9. Alternanthera Forssk. (107 spp.)

  2. Subtribus Gomphreninae
    1. Gomphrena L. (135 spp.)
    2. Pseudogomphrena R. E. Fr. (1 sp.)
    3. Iresine R. Br. (42 spp.)
    4. Quaternella Pedersen (3 spp.)